# Louis de Valois, duc de Guyenne

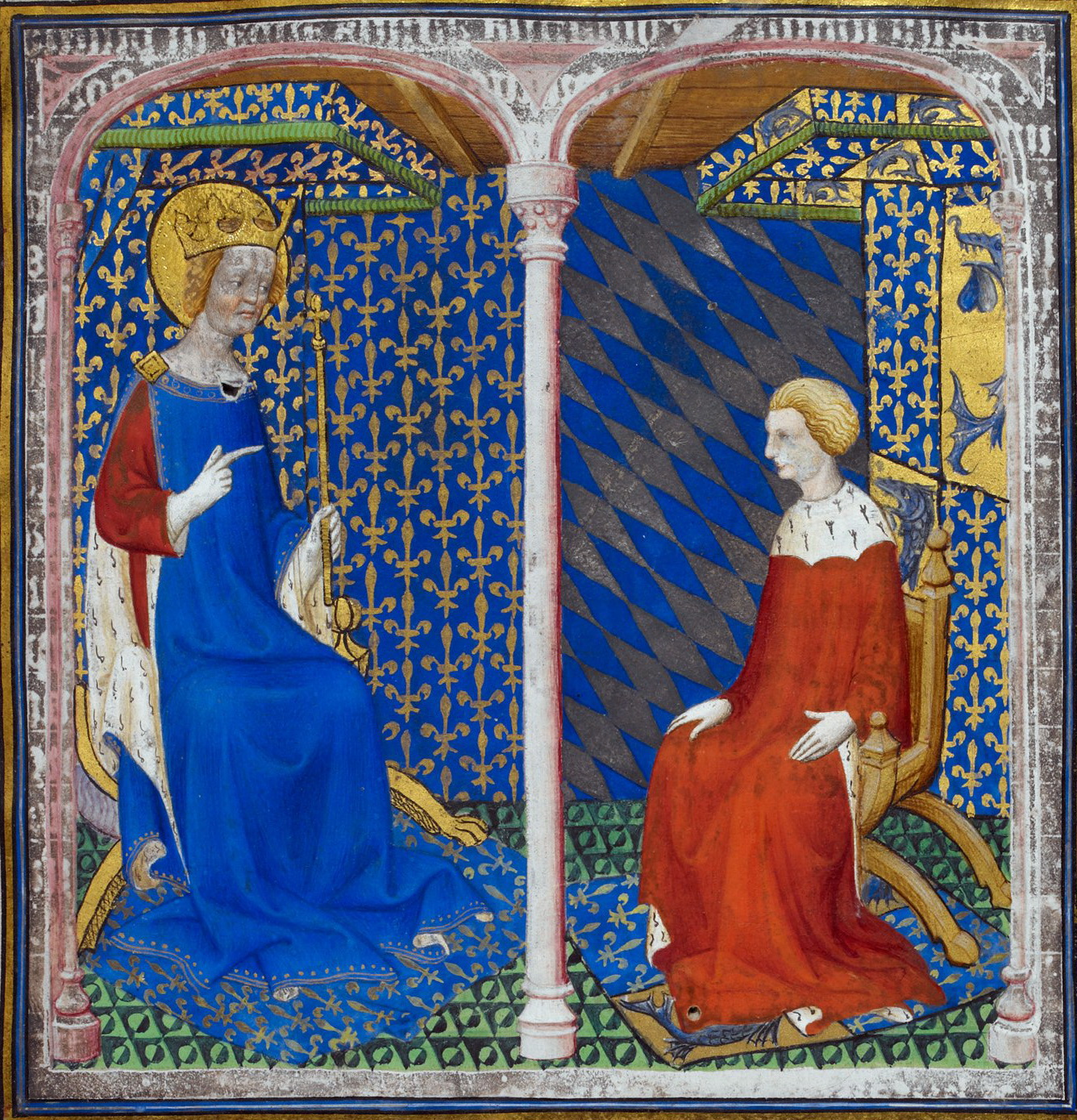
Ludwig von Guyenne, Dauphin von Frankreich, empfängt Instruktionen von seinem Vorfahr Ludwig IX. dem Heiligen. Darstellung aus dem frühen 15. Jahrhundert.

Louis de Valois (* 22. Januar 1397 in Paris; † 18. Dezember 1415 ebenda) war der dritte Sohn des französischen Königs Karl VI. und der Königin Isabeau. Er wurde im Jahr 1401, nachdem seine beiden älteren Brüder, die beide Charles hießen, 1396 bzw. 1401 gestorben waren, zum Dauphin von Viennois und damit zum Thronfolger ernannt. Zu diesem Zeitpunkt war er bereits Herzog von Guyenne. 1409 wurde er 12-jährig zum Präsidenten des Conseil du Roi gemacht.
Am 31. August 1412 heiratete er in Paris Margarete von Burgund (1393–1441/1442), eine Tochter des Johann Ohnefurcht, Herzog von Burgund, und Enkelin Philipps des Kühnen, die ab 1404 am französischen Königshof lebte und der Christine de Pizan ihr Livre des Trois Vertus widmete.
Louis de Guyenne starb drei Jahre darauf, 18-jährig und ohne Nachkommen. Dauphin von Viennois und Thronfolger wurde an seiner Stelle sein Bruder Johann, Herzog von Touraine, der 16 Monate später starb, angeblich vergiftet, und damit dem jüngsten Sohn Karls VI., dem späteren Karl VII. Platz machte. Schon bei dem Tod von Dauphin Louis kam in Paris das Gerücht auf, dieser wäre vergiftet worden. Bernard VII. d’Armagnac, der nun mit seinen Truppen in Paris schalten und walten konnte, wie er wollte, wurde für die Tat verantwortlich gemacht. 1418 wurde dieser mit seinen Söldnern von der Volkswut zermalmt. 
Margarete heiratete 1423 den Herzog Arthur III. von Bretagne und wurde im Jahr darauf selbst zur Herzogin von Guyenne ernannt.